# بابل ۱۵۴۱۷
سیارک ۱۵۴۱۷ (به انگلیسی: 15417 Babylon، نامگذاری:1998DH34) پانزده هزار و چهارصد و هفدهمین سیارک کشف شده‌است که در ۲۷ فوریه ۱۹۹۸ کشف شد.
قدر مطلق سیارک برابر ۶۱.۶ است.